# Peperomia pseudomajor
Peperomia pseudomajor är en pepparväxtart som beskrevs av C. Dc.. Peperomia pseudomajor ingår i släktet peperomior, och familjen pepparväxter. Inga underarter finns listade i Catalogue of Life.